# Joyce Prabel
Joyce Angelique Prabel (* 7. Mai 2003) ist eine ehemalige deutsche Fußballspielerin, die ein einziges Bundesligaspiel aufweisen kann. 

## Karriere

### Vereine
Prabel begann in Leverkusen mit dem Fußballspielen und gehörte zuletzt von 2017 bis 2020 den B-Juniorinnen in der Staffel West/Südwest der B-Juniorinnen-Bundesliga in insgesamt 24 Punktspielen als Torhüterin an.
Zur Saison 2020/21 rückte sie in die zweite Mannschaft auf, für die sie in der Saison 2021/22 in elf Punktspielen (6 S, 2 U, 3 N) der drittklassigen Regionalliga West eingesetzt wurde. Ihr Debüt im Seniorinnenbereich gab sie am 5. September 2021 (2. Spieltag) beim 5:0-Sieg im Auswärtsspiel gegen die Sportfreunde Siegen über 90 Minuten. Für ein Pflichtspiel in der Bundesliga für die erste Mannschaft reichte es nicht, obwohl sie an acht Spieltagen dem Kader angehörte.
In der Saison 2022/23, dem MSV Duisburg zugehörig, bestritt sie vier Punktspiele für die Zweitvertretung in der viertklassigen Niederrheinliga und zum Saisonausklang am 28. Mai 2023 für die erste Mannschaft ihr einziges Bundesligaspiel. Bei der 0:1-Niederlage im Heimspiel gegen die TSG 1899 Hoffenheim wurde sie in der 71. Minute für Stammtorhüterin Ena Mahmutovic eingewechselt. Mit Ablauf des 30. Juni 2023 beendete sie im Alter von nur 20 Jahren ihre Spielerkarriere.

### Auswahlmannschaft
Prabel kam als Spieler der U16-Auswahlmannschaft des Fußball-Verbandes Mittelrhein vom 22. bis zum 25. März 2018 in vier Turnierspielen um den DFB-Länderpokal an der Sportschule Wedau in Duisburg zum Einsatz.